# Грозд (винний завод)

Грозд - винний льох, фабрика алкогольних напоїв із Струмиці, Македонія.

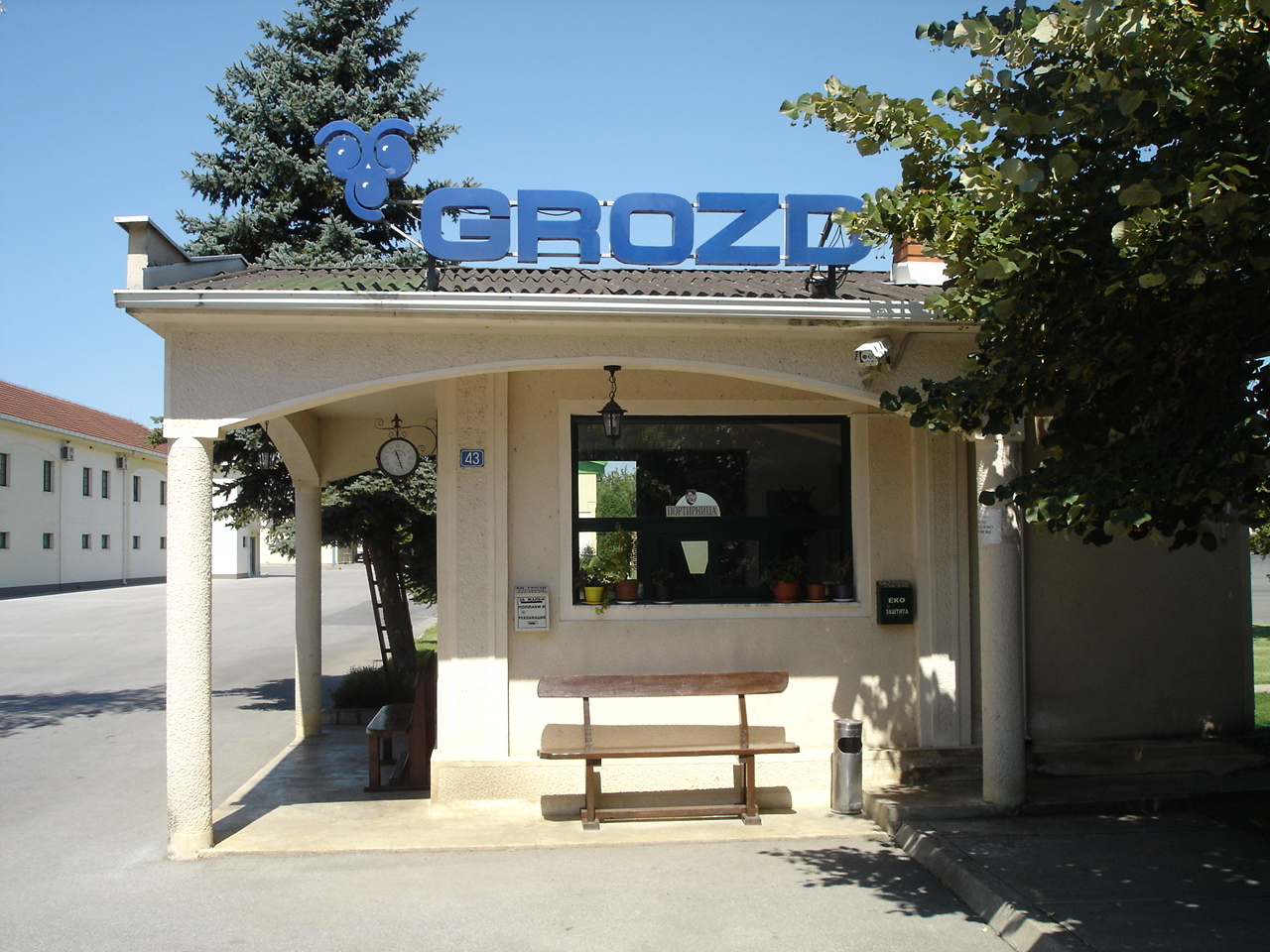
Грозд - Струмиця

## Історія
AD "Грозд" Струмиця є виробником  алкогольних та безалкогольних напоїв та займається їх торгівлею. Компанія  була заснована в 1953 році. Вона продовжує традицію випікання мастики Strumica, відому більше 300 років.

Після трансформації столиці Грозд  був організований як акціонерне товариство з приватною власністю і основним видом виробництва та торгівлі алкогольними і безалкогольними напоями з високою якістю та багатими традиціями. AD Грозд Струмиця отримав сертифікат на управління якістю ISO 22000: 2005 та сертифікат екологічного менеджменту ISO 14001: 2015.

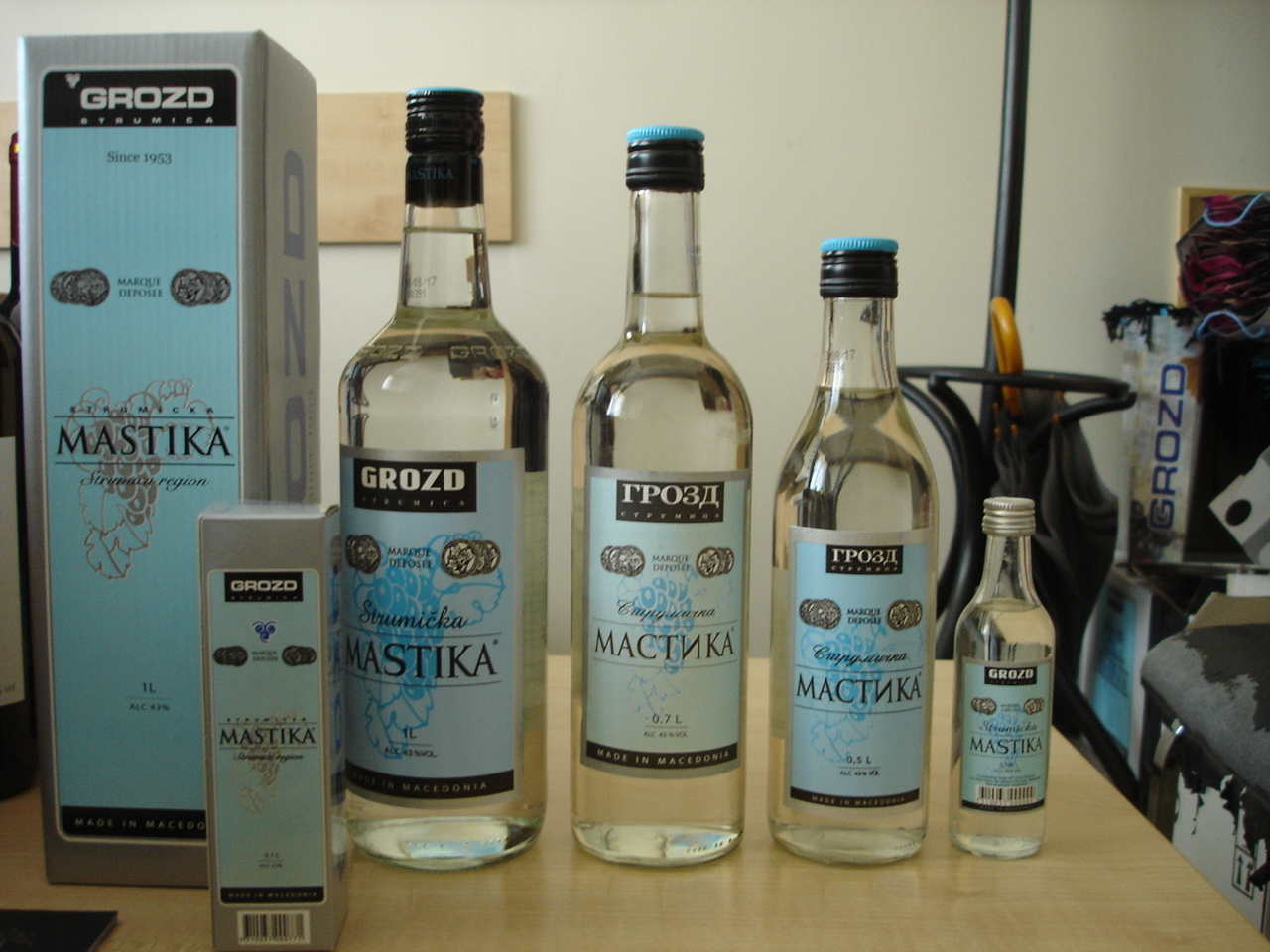
Мастика - виноградна Струмиця

AD Грозд Струмиця - це поважна компанія, яка співпрацює з багатьма компаніями: постачальниками, покупцями та іншими асоційованими компаніями. Продукція AD Грозд Струмиця відома також за кордоном: США,  Німеччина, Швейцарія, Італія, Хорватія, Сербія,  Словенія. Прагнення керівництва компанії традиційно полягає у високій якості продукції, що дозволить вийти на ринки по всьому Європейському Союзу та за кордон.

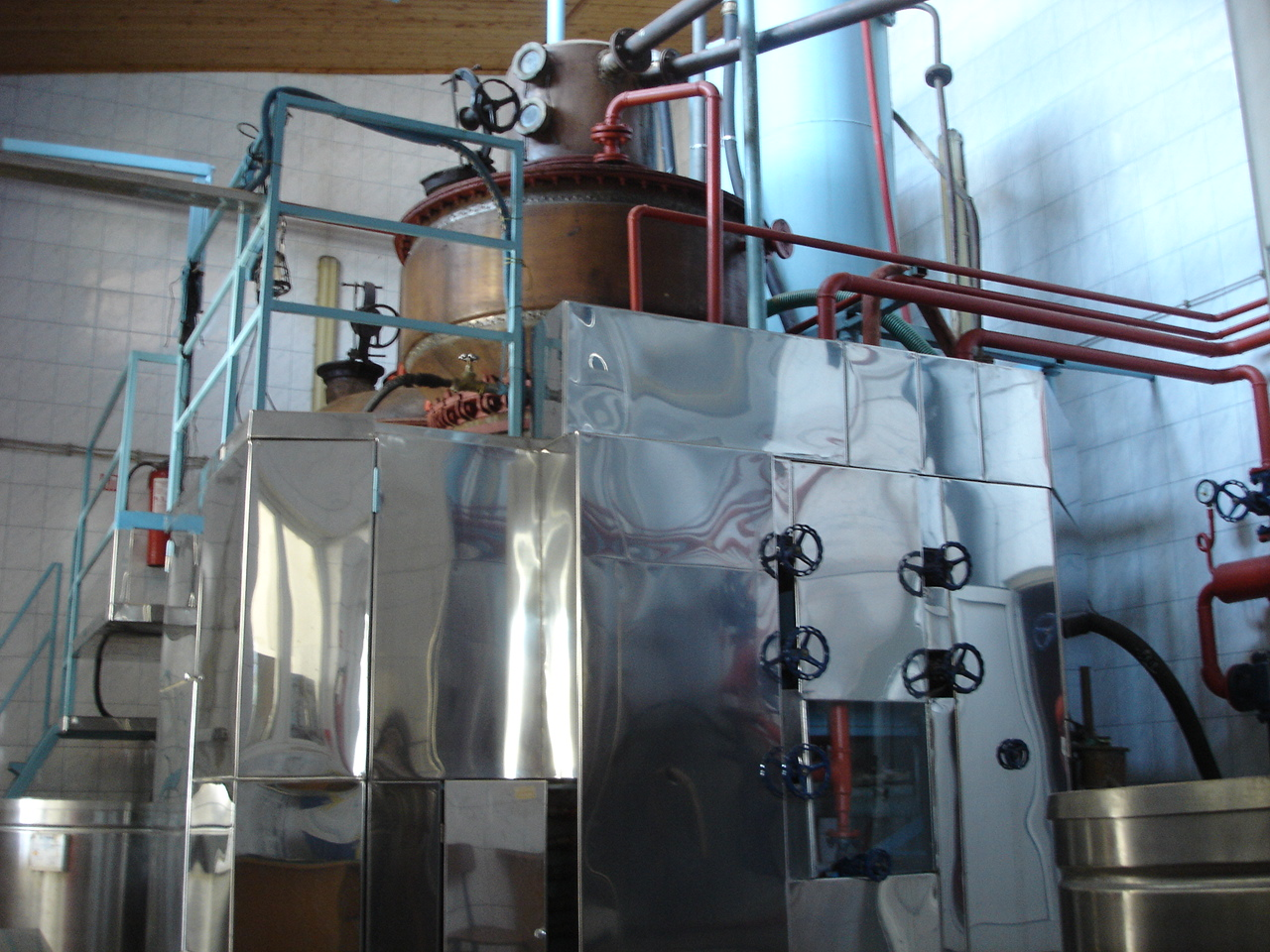
Мастичний хлібопекарський котел - Грозд Струмиця

## Виробництво

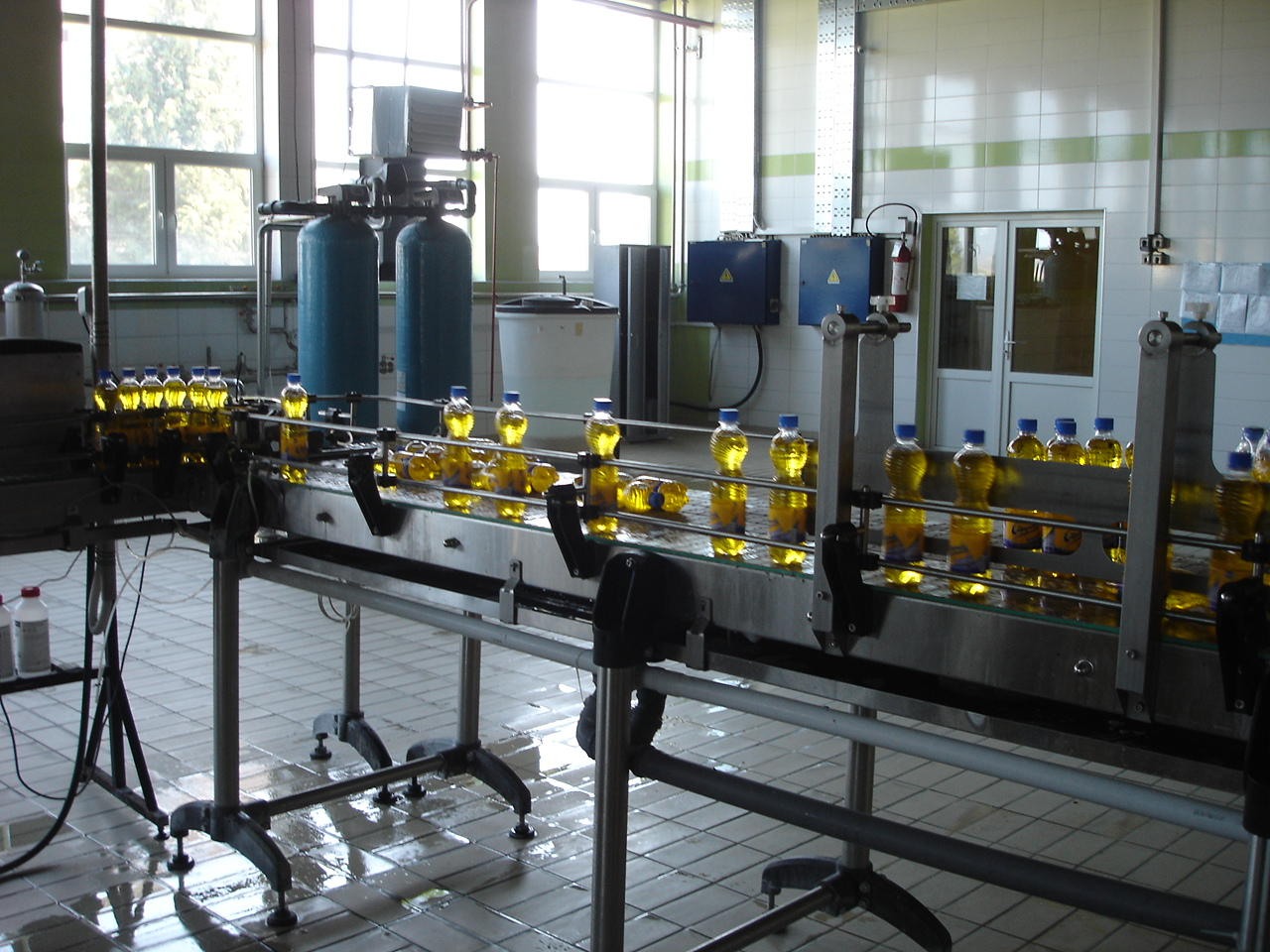
Продукція "Струмка"

Виробництво "Грозда" включає алкогольні та безалкогольні прохолодні напої, серед яких: відома жуйка "Strumica", освіжаючі соки, кілька сортів вин. Будується завод з виробництва та пакування води. У складі компанії "Грозд" знаходиться виноробня із власними виноградниками площею близько 700 га. Вирощуються майже всі сучасні всесвітньо відомі та корінні сорти винограду, що призводить до отримання високоякісних столових вин  .
Провідним продуктом в асортименті продукції компанії є знаменита мастика Strumica. Вона є натуральним алкогольним напоєм, виробленим з натуральної сировини - вищого винного дистиляту з македонського регіону та натурального насіння фенхелю, що містять ефірні олії і надають унікальний аромат мастики. Численні нагороди та визнання, отримані на вітчизняних та закордонних ярмарках і дегустаціях підтверджують  якість та оригінальність мастики Strumica 
В асортименті безалкогольних напоїв традиційна Струмка  з специфічним ароматом груші, є одним з небагатьох безалкогольних напоїв цього типу. Вона не схожа на інші напої. Відомі безалкогольні напої: «Ліпо» зі смаком лимона та апельсина, «Гіркий лимон», «Блекджек-кола», а також натуральна джерельна вода - газована під назвою «Глибока».

## Галерея

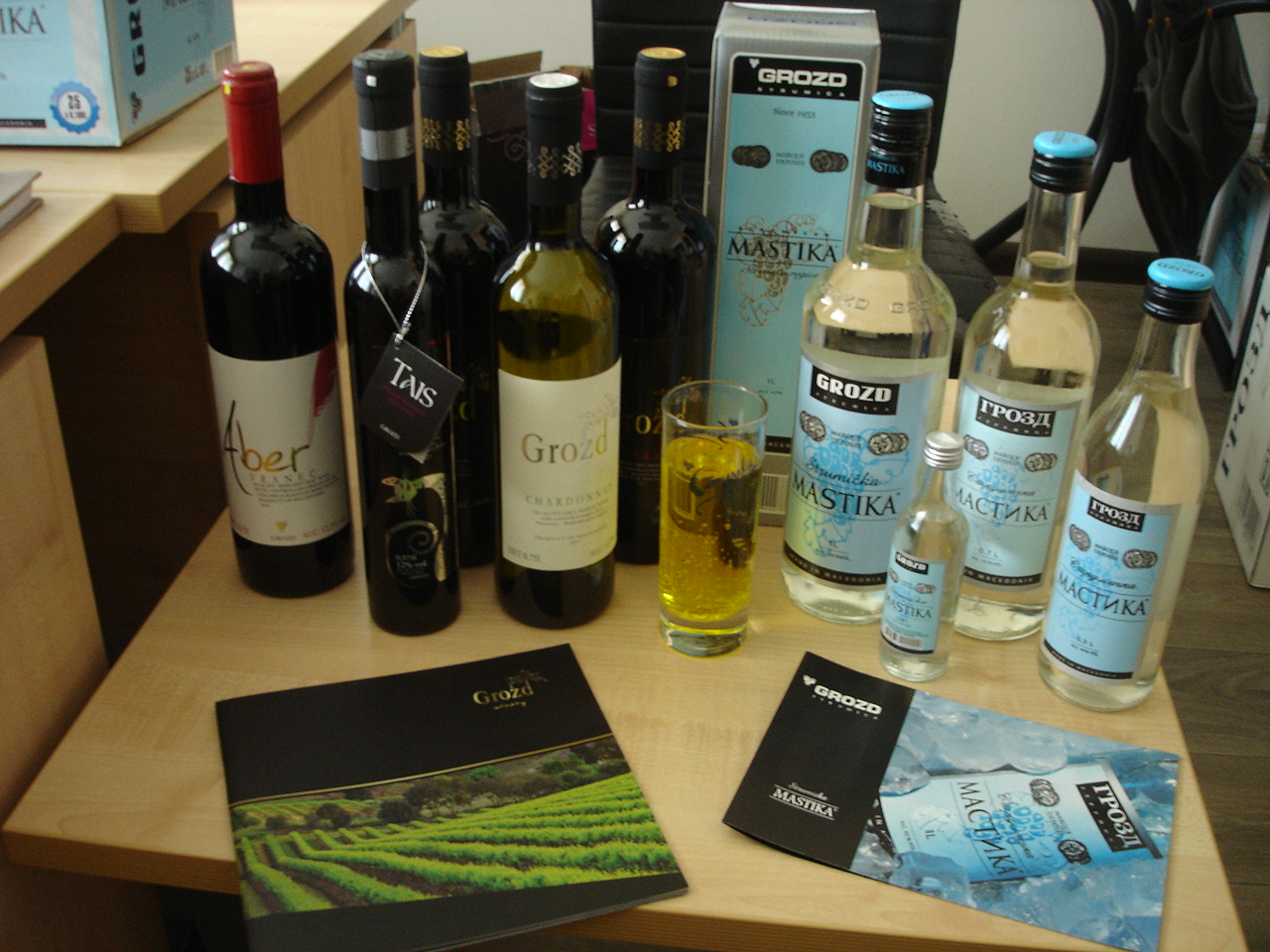
Продукція Грозда - Струмиця

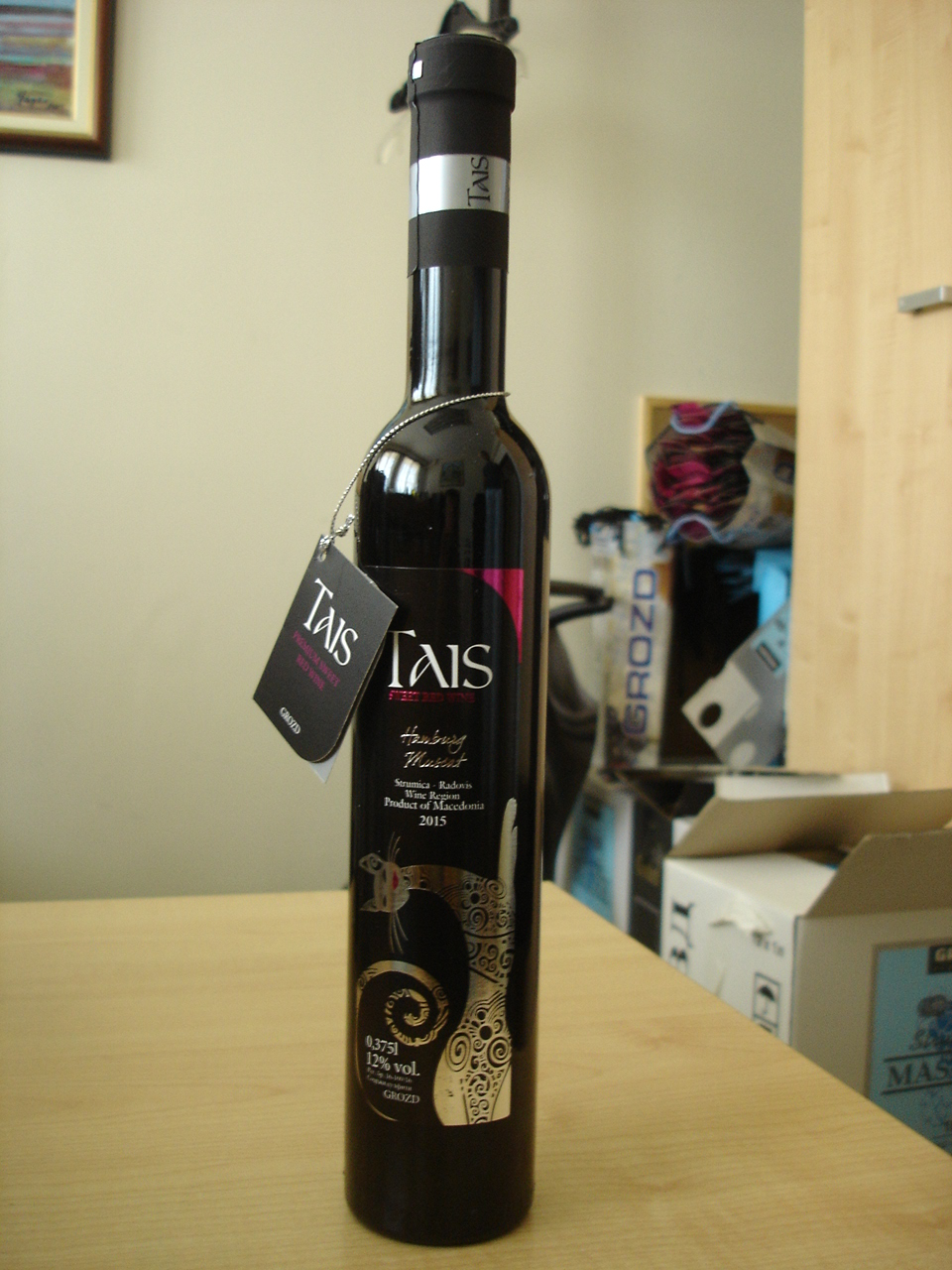
Таис - Грозд Стру

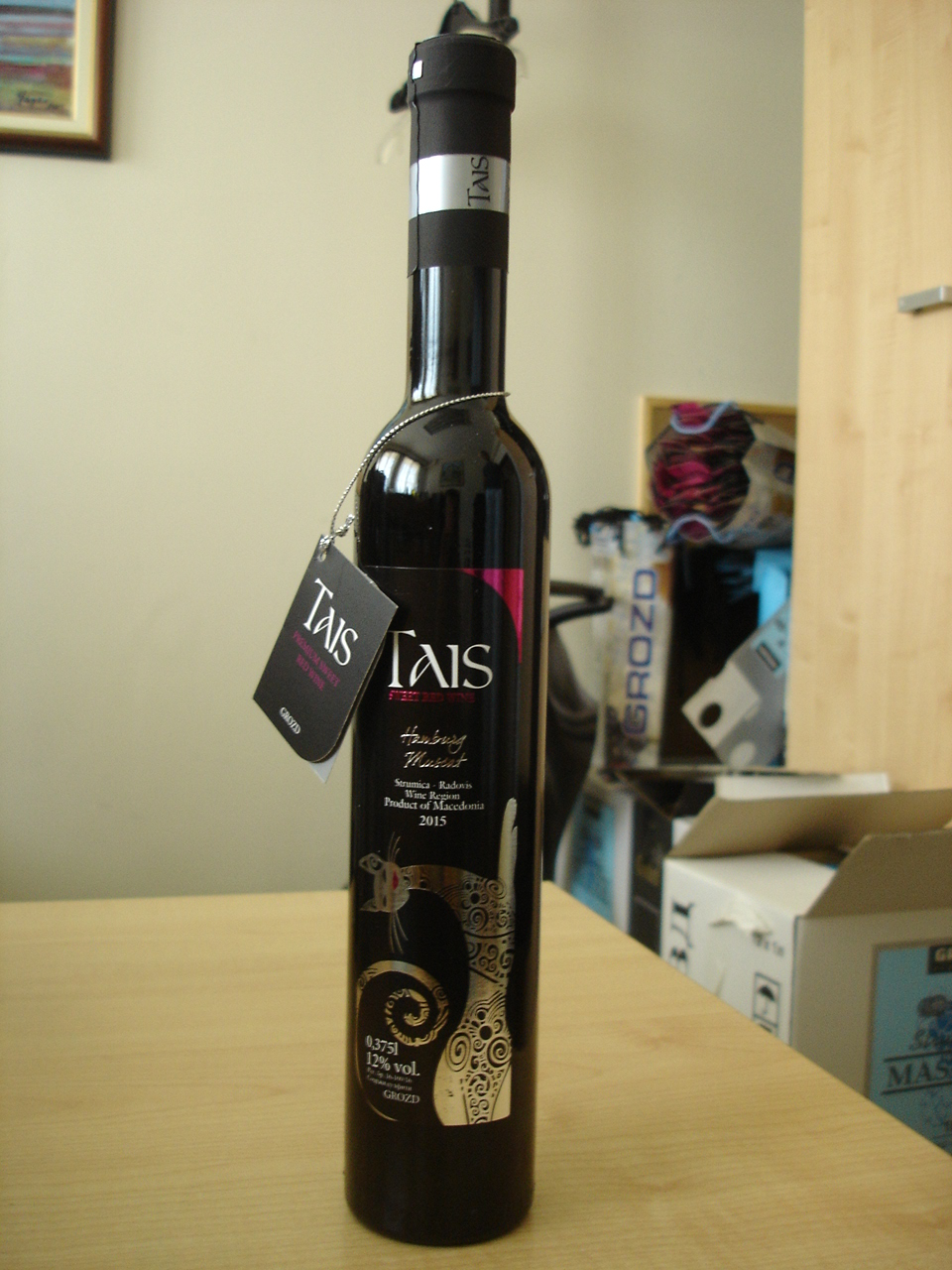
Таис - Грозд Струмиця

## Вино

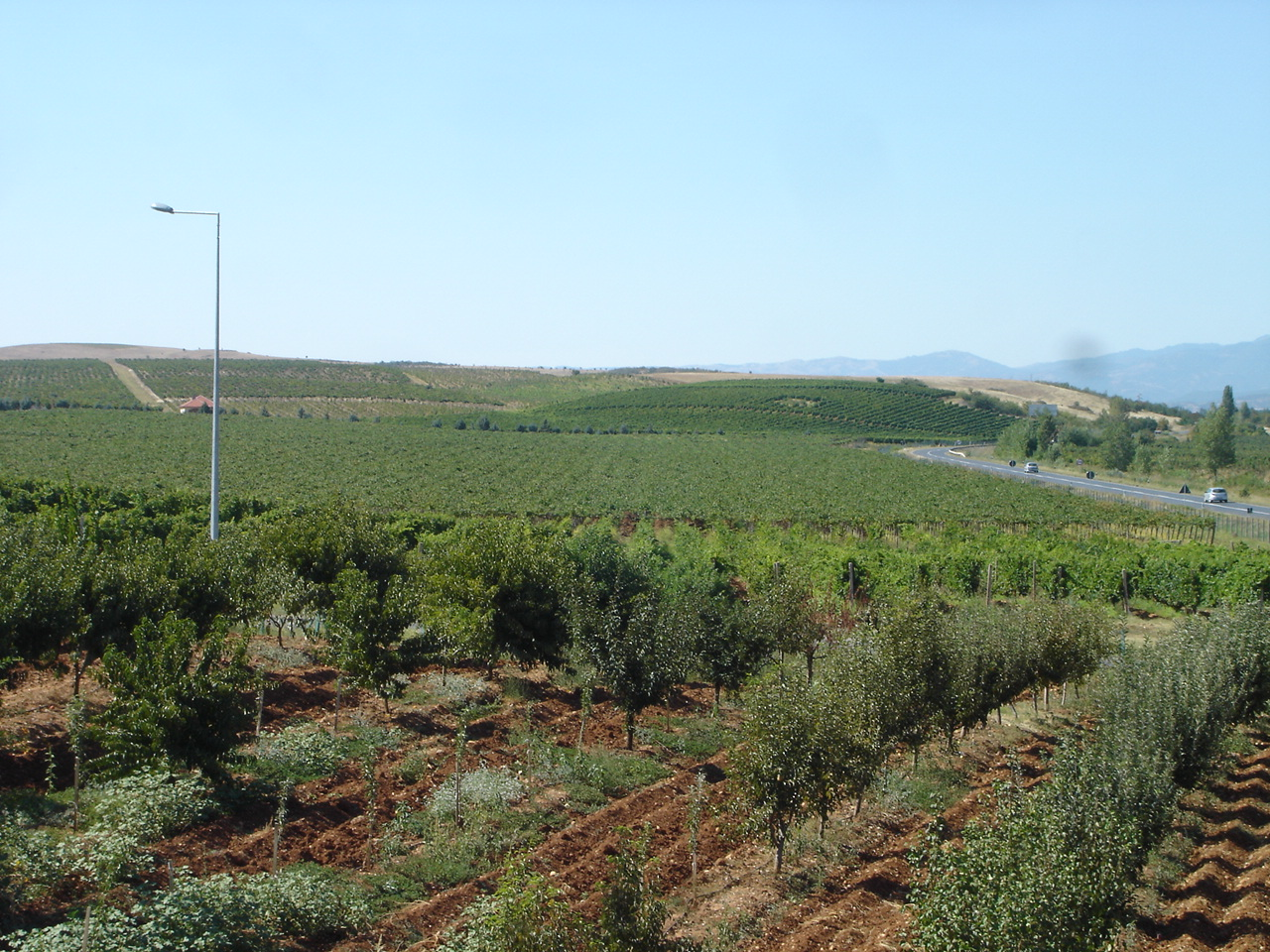
Виноградники Грозда Струмиці